# Bronisław Geremek
Bronisław Geremek (n. 6 martie 1932, Varșovia, Polonia – d. 13 iulie 2008, Lubień, Greater Poland Voivodeship⁠(d), Gmina Miedzichowo⁠(d), voievodatul Polonia Mare, Polonia) a fost un om politic polonez, membru al Parlamentului European în perioada 2004-2009 din partea Poloniei. 